# 조지타운 (워싱턴 D.C.)

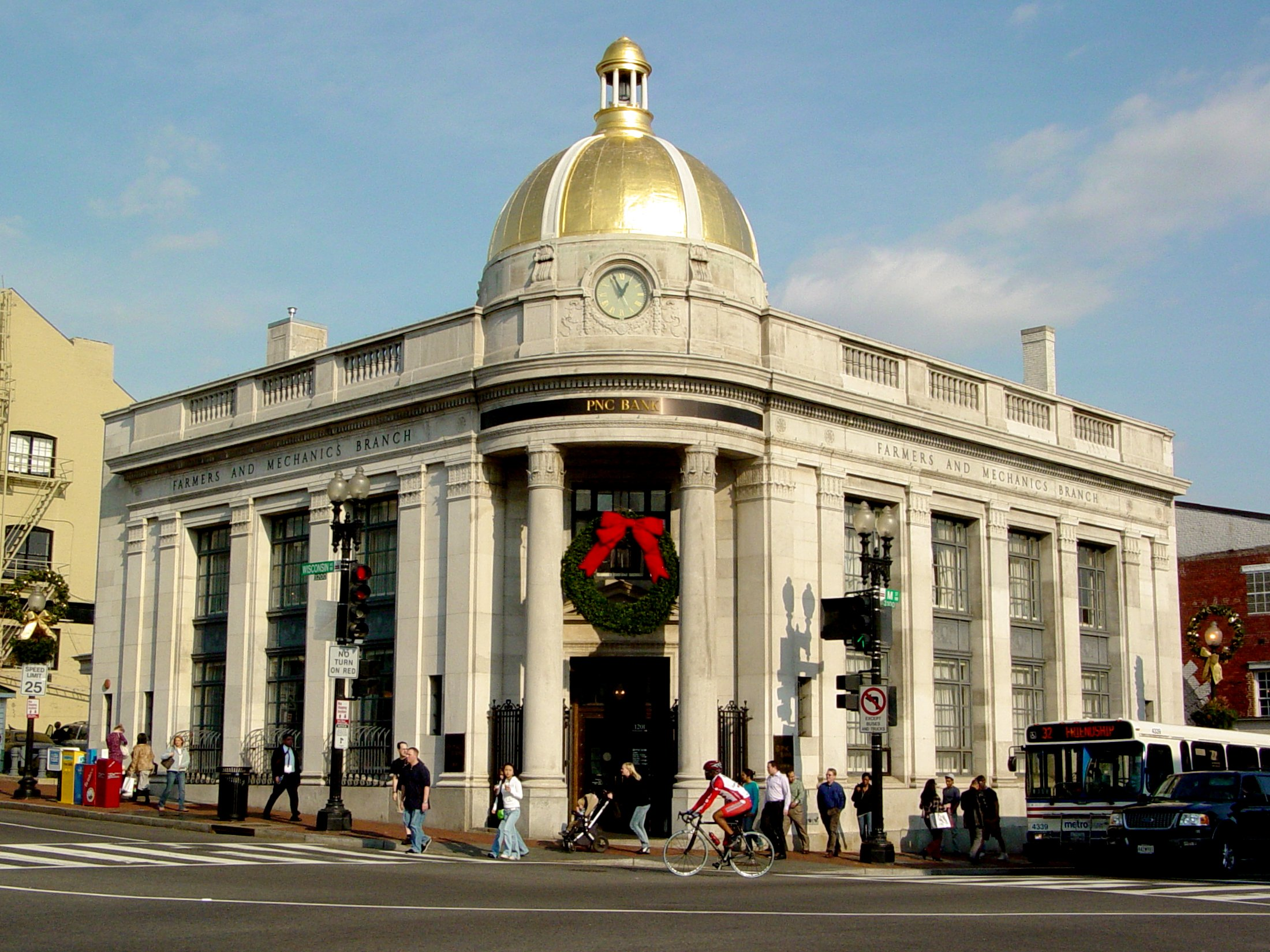

조지타운(영어: Georgetown)은 포토맥 강 강둑을 따라, 미국 워싱턴 D.C. 북서부 근교의 명칭이다. 워싱턴 D.C.가 설립하기 전에는 독립적인 도시였다.